# Howard Flynn
Howard Flynn è una serie a fumetti creata dal fumettista William Vance nel 1964, narra le avventure di un ufficiale inglese della Royal Navy alla fine del XVIII secolo.